# Château de Rennes-sur-Loue
 (janvier 2020).
Si vous disposez d'ouvrages ou d'articles de référence ou si vous connaissez des sites web de qualité traitant du thème abordé ici, merci de compléter l'article en donnant les références utiles à sa vérifiabilité et en les liant à la section « Notes et références ».
Le château de Rennes-sur-Loue est un château du XVIIIe siècle, situé sur la commune de Rennes-sur-Loue, dans le département français du Doubs, en Franche-Comté.

## Situation
Le château est situé en bordure nord du village sur la rive gauche de la Loue.

## Histoire
Le château est construit pour l'essentiel au XVIe siècle habité par la famille Raguz. La famille Girod, de Rennes  en devient propriétaire en 1753 et y ajoute une grande orangerie en 1829.  À la fin du XVIIIe siècle, un Antoine-Joseph Girod était juge général visiteur des salines de Salins-les-Bains. Ses descendants devinrent possesseurs des seigneuries de Miserey et de Rennes-sur-Loue.Les Guillebon , propriétaires actuels descendent de sa sœur Marguerite de Resnes épouse Villequier  , copropriétaire du château de Resnes avec son frère Edmond décédé en 1943.
Le corps de logis en totalité avec ses décors, les façades et toitures de l'ensemble des autres bâtiments, la terrasse et les jardins, les murs de soutènement du canal et le pont qui le franchit ainsi que les murs de clôture et les grilles sont inscrits au titre des monuments historiques par arrêté du 27 décembre 2000.
Le château est aujourd’hui propriété de M. Bertrand de Guillebon.

## Architecture
Le corps de logis est un bâtiment rectangulaire de 40 m de long orienté nord-sud qui présente une élévation régulière à deux niveaux et un étage de comble. Sa façade est soulignée de bandeaux qui augmentent l’effet d’horizontalité de la construction. Les deux étages sont surmontés de combles percés de lucarnes. Des avant-corps et des grilles encadrent la cour; une grande terrasse s’ouvre sur le parc. En 1829, le maître des lieux fit ouvrir une vaste orangerie, ce qui était à l’époque un signe distinctif d’aristocratie. Une source-lavoir, située en limite de propriété, donne naissance à un ruisseau nommé Grande Fontaine qui longe les terrasses de l'orangerie et du château, pour se jeter dans la Loue en amont du pont de pierre.

## Galerie

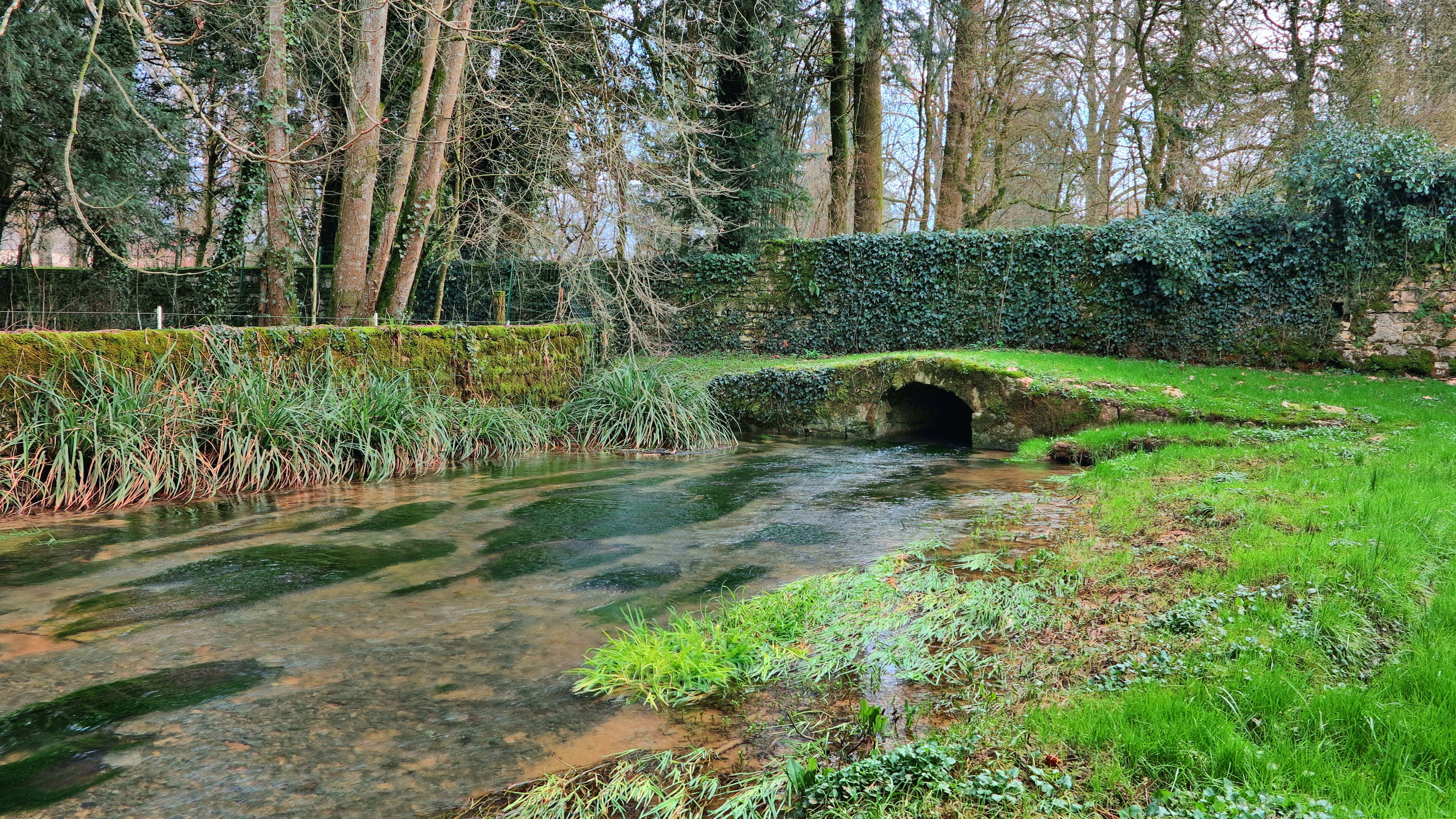
La source de la Grande Fontaine.
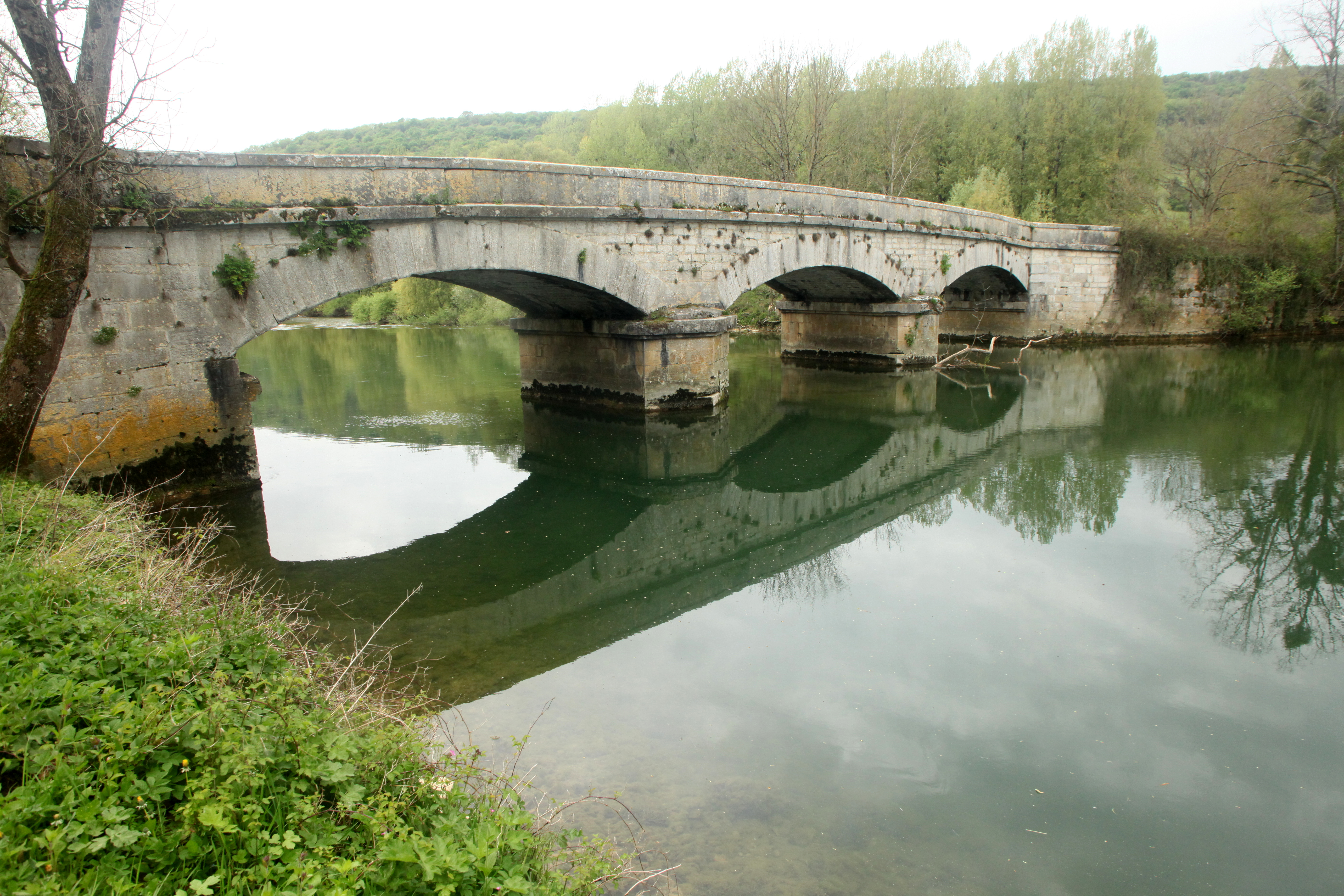
Le pont de pierre sur la Loue.